# Cliff Pennington (baseball)
Pour les articles homonymes, voir Cliff Pennington.
Clifton Randolph Pennington (né le 15 juin 1984 à Corpus Christi, Texas, États-Unis) est un joueur d'arrêt-court et de deuxième but des Angels de Los Angeles de la Ligue majeure de baseball. 

## Carrière

### Athletics d'Oakland
Cliff Pennington est le choix de première ronde des Athletics d'Oakland en 2005. Il est promu dans les majeures en 2008, jouant le 12 août son premier match pour les A's. Il réussit son premier coup sûr en carrière le 17 août, un double aux dépens de Javier Vasquez des White Sox de Chicago. En 36 parties jouées pour Oakland durant la saison 2008, Pennington maintient une moyenne au bâton de ,242 avec neuf points produits.
Rappelé des ligues mineures à la fin juillet, Pennington dispute 60 parties avec les Athletics en  2009, haussant sa moyenne à ,279. Il produit 21 points et frappe quatre coups de circuit, réussissant d'ailleurs son tout premier dans les majeures le 5 août contre un lanceur des Rangers du Texas, Vicente Padilla.
Parfois employé au deuxième but ou au troisième but, Pennington joue exclusivement à l'arrêt-court pour Oakland durant la saison 2010. Il est absent durant seulement six parties de saison régulière, apparaissant dans 156 matchs des A's. Il maintient une moyenne au bâton de ,250 avec six circuits et 46 points produits. Il réussit de plus 29 vols de buts.

### Diamondbacks de l'Arizona
Le 20 octobre 2012, Pennington et le joueur d'avant-champ des ligues mineures Yordy Cabrera sont échangés aux Diamondbacks de l'Arizona en retour du voltigeur Chris Young. 
Jouant à l'arrêt-court et au deuxième but comme réserviste, Pennington voit de l'action dans 96 matchs des Diamondbacks en 2013. Il maintient une moyenne au bâton de ,242 avec un circuit et 18 points produits. Le frappeur ambidextre est régulièrement appelé comme frappeur suppléant.

### Blue Jays de Toronto
Le 8 août 2015, Arizona échange Pennington aux Blue Jays de Toronto contre le joueur d'arrêt-court Dawel Lugo.
Le 20 octobre 2015, ans une dégelée de 14-2 subie par les Blue Jays aux mains des Royals de Kansas City lors du 4e match de la Série de championnat 2015 de la Ligue américaine, Cliff Pennington devient le premier joueur de position à temps plein à être employé comme lanceur dans l'histoire des séries éliminatoires. Il affronte trois frappeurs : les deux premiers réussissent des coups sûrs qui font marquer deux coureurs placés sur les buts par Mark Lowe, son prédécesseur au monticule, puis retire Ben Zobrist pour mettre fin à la 9e manche des Royals.

### Angels de Los Angeles
Le 17 novembre 2015, Pennington signe un contrat de 3,75 millions de dollars pour deux saisons avec les Angels de Los Angeles.

## Statistiques
| Saison | Équipe  | G   | AB  | R   | H   | 2B | 3B | HR | RBI | SB | BA    |
| ------ | ------- | --- | --- | --- | --- | -- | -- | -- | --- | -- | ----- |
| 2008   | Oakland | 36  | 99  | 14  | 24  | 5  | 0  | 0  | 9   | 4  | 0,242 |
| 2009   | Oakland | 60  | 208 | 27  | 58  | 11 | 3  | 4  | 21  | 7  | 0,279 |
| 2010   | Oakland | 156 | 508 | 64  | 127 | 26 | 8  | 6  | 46  | 29 | 0,250 |
| Totaux | Totaux  | 252 | 815 | 105 | 209 | 42 | 11 | 10 | 76  | 40 | 0,256 |

Note : G = Matches joués ; AB = Passages au bâton; R = Points ; H = Coups sûrs ; 2B = Doubles ; 3B = Triples ; 
HR = Coup de circuit ; RBI = Points produits ; SB = Buts volés ; BA = Moyenne au bâton.